# Robby le robot
Cet article possède un paronyme, voir Robie.
Robby le robot (Robby the robot) est un robot de science-fiction apparu dans le film Planète interdite en 1956. Le scénario du film étant librement inspiré de La Tempête (1610), la pièce de Shakespeare, Robby s'apparente au personnage d'Ariel.

## Biographie du personnage

### Conception
En expédition sur Altaïr IV comme on l'apprend dans Planète interdite, le Dr Morbius a construit Robby, un robot aux capacités prodigieuses, grâce aux bribes qu'il a pu déchiffrer de la science des Krells, une civilisation ayant atteint un très haut degré de développement et qui a totalement disparu.

### Caractéristiques
- Robby s'exprime dans de nombreuses langues (« si vous ne parlez pas anglais, je suis à votre disposition avec 187 autres langues, leurs divers dialectes et idiomes »).
- Il peut soulever des poids formidables.
- Il synthétise tout grâce à un mécanisme interne, depuis des pierres précieuses jusqu'à des bouteilles de whisky.
- Il effectue des tâches domestiques telles que la cuisine et le nettoyage.
- Il est programmé pour ne jamais porter préjudice à un être humain, en accord avec les Trois lois de la robotique de l'écrivain Isaac Asimov.

## Conception pour le film
Robby est une coque de plastique d'une hauteur d'un peu plus de deux mètres (la taille exacte varie selon les sources : 7' 6" (2,29 m) selon IMDb, 6' 11" (2,11 m) selon le site A tribute to Robby the robot, 7' 2" (2,18 m) selon la société Fred Barton Productions qui produit des répliques de Robby sous licence) et d'un poids de 45 kilogrammes (100 livres). Elle permet à un acteur (Frankie Darro et Frankie Carpenter dans Planète interdite) de l'endosser pour le rôle, même si le mystère concernant la présence ou non d'un homme pour l'animer fut un temps entretenu.
Sa conception est attribuée à Robert Kinoshita (en) et aurait coûté plus de 125 000 dollars de l'époque (1955). Il est construit en « Royalite » (appelé aussi plastique A.B.S.), employé dans les années 1950 pour fabriquer les valises. Robby est constitué de trois sections séparées : la tête, le torse et les jambes. L'opérateur est d'abord engagé dans les jambes, puis on ajuste le torse, et enfin la tête.
La manipulation de Robby est éprouvante à cause du manque d'air et de l’exiguïté et, de plus, il est quasiment impossible de franchir des escaliers ou des plans trop inclinés. Sa tête de verre laisse apparaître une multitude d'instruments factices mais mobiles et/ou lumineux (antennes, gyroscopes, capteurs…) qui nécessitent plus de 800 mètres de câble électrique. Six moteurs animent les différents éléments de la tête, quatorze lampes de différentes couleurs s'allument alternativement et neuf néons clignotent en mesure lorsque le robot parle. Si le champ ne permet pas de dissimuler des fils d'alimentation extérieurs, ces instruments sont branchés sur des batteries internes qui sont autant à porter pour l'acteur.

## Succès
Après sa première apparition dans Planète interdite, Robby plut tellement au public qu’il passa l'année suivante du rôle de personnage secondaire à celui de personnage principal, en tant que compagnon d’un petit garçon dans Le Cerveau infernal (The Invisible Boy) en 1957. Toutefois, ce film à petit budget et au scénario très médiocre ne rentrera même pas dans ses frais, sonnant le glas de la carrière de Robby en tant qu'acteur de premier plan.
Depuis, Robby est devenu une figure légendaire de la science-fiction et enchaîne les caméos au cinéma comme à la télévision. Le Robby de Planète interdite fut vendu en 1971 à un musée, le Movie World à Buena Park en Californie, et deux répliques furent construites à partir des plans originaux de la MGM en 1972, permettant au robot de continuer à apparaître sur les écrans. À la fermeture du musée dans les années 1980, le robot original ainsi que sa voiture et ses accessoires ont été acquis par le cinéaste William Malone. Malone constata que Robby était tombé dans un état de délabrement avancé. Ayant construit la toute première réplique de Robby en 1973, Malone put restaurer soigneusement le robot dans son état d'origine en utilisant des pièces de rechange que les constructeurs d'origine avaient stockées dans les boîtiers de scène de Robby environ 25 ans plus tôt. Robby le Robot est resté dans la collection de Malone pendant de nombreuses années jusqu'à ce qu'il soit finalement vendu par Bonhams Auctioneers à New York le 21 novembre 2017, pour 5.375.000 $ US à un collectionneur privé, s'adjugeant le record du plus cher objet de cinéma jamais vendu aux enchères.
En 1997, une société californienne, Fred Barton Productions, a obtenu la licence pour commercialiser des répliques grandeur nature.
Depuis 2004, Robby figure au Robot Hall of Fame de l'université Carnegie-Mellon.

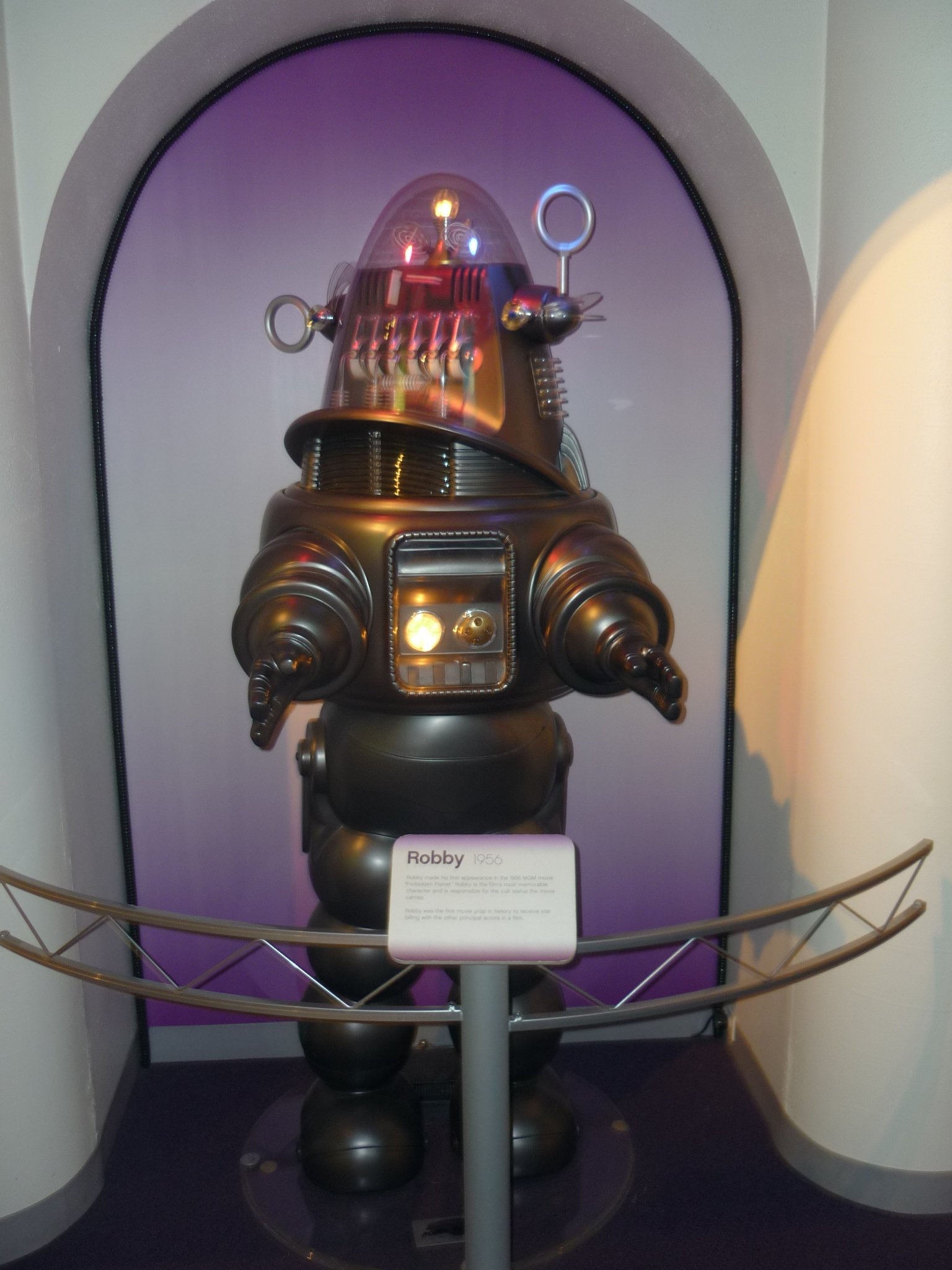
Réplique de Robby le robot, photographiée en 2013 à l'exposition Roboworld au  Carnegie Science Center de l'université Carnegie-Mellon à Pittsburgh.

## Filmographie partielle

### Cinéma

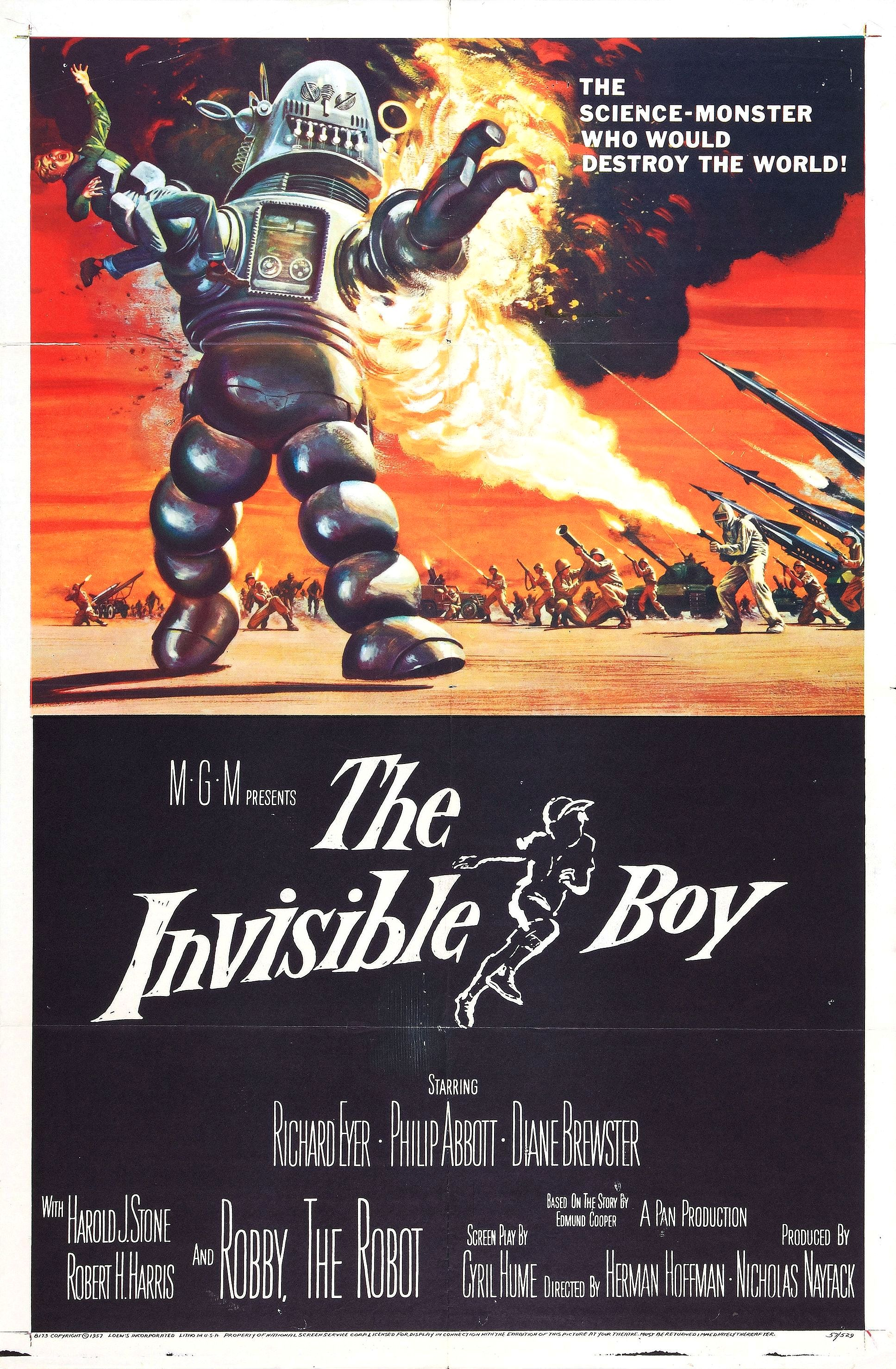
Robby le robot sur l'affiche du film Le Cerveau infernal (The Invisible Boy, 1957).

- 1956 : Planète interdite : Robby le robot
- 1957 : Le Cerveau infernal (The Invisible Boy) : Robby le robot
- 1959 : Goodyear Theatre : le robot
- 1963 : Dobie Gillis : Arnold
- 1966 : Un de nos espions a disparu (One of Our Spies Is Missing) : la machine âgée
- 1976 : Hollywood Boulevard d'Allan Arkush : Robby
- 1981 : Métal hurlant (segment « Harry Canyon ») : le vendeur de hot-dog (caméo)
- 1984 : Gremlins : le robot
- 1988 : Objectif Terrienne : le robot (non crédité)
- 2003 : Les Looney Tunes passent à l'action : Robert the Robot

### Télévision
- 1958 : Monsieur et Madame détective : le robot
- 1958 : The Gale Storm Show: Oh, Susanna (en) : le robot
- 1962 : Adèle : le robot
- 1963 : La Quatrième Dimension (épisode 128, « Uncle Simon ») : oncle Simon
- 1964 : La Quatrième Dimension (épisode 153, « The Brain Center at Whipple's ») : l'automate
- 1966 : La Famille Addams (saison 2, épisode 27, « Lurch se rend utile », « Lurch's Little Helper »)
- 1966 :  Perdus dans l'espace (épisode 20, « War of the Robots ») : Robotoid
- 1967 :  Perdus dans l'espace (épisode 60, « Les condamnés de l'espace », « Condemned of Space »)
- 1974 : Columbo (saison 3, épisode 6, « Au-delà de la folie », « Mind Over Mayhem ») : MM7
- 1978 : La croisière s'amuse (épisode « Programmed for Love »)
- 1979 : Wonder Woman (saison 3, épisode 14, « Soirée originale », « Spaced Out ») : lui-même
- 1983 : Likely Stories Vol. 3 : la femme de ménage
- 2005 : Les Lectures d'une blonde (saison 1, épisode 4, « Gavin's Pipe Dream ») : le robot de cauchemar de la NASA

## Dans la culture populaire
- Lors de la sortie du film Planète interdite en France, Robby a remonté l'avenue des Champs-Élysées à Paris et fut interviewé à la télévision par la journaliste France Roche.[réf. souhaitée]
- Dans le jeu vidéo Fallout 3 (2008), l'équipe de développeurs du jeu s'est inspiré de Robby le robot pour créer le robot Protectron[8].